# Percy W. Bridgman
Percy Williams Bridgman, född 21 april 1882 i Cambridge, Massachusetts, död 20 augusti 1961, var en amerikansk fysiker som fick Nobelpriset i fysik 1946 för sina studier av hur höga tryck påverkar olika fysikaliska egenskaper. Han var den förste att konstruera en apparatur för att uppnå mer än 10 GPa. Bridgman skrev också om vetenskaplig metod och andra aspekter av vetenskapsfilosofi.

## Biografi
Bridgman avlade doktorsexamen i fysik år 1900 vid Harvard University. Från 1910 och fram till sin pensionering undervisade han vid Harvard och blev professor där år 1919.
År 1905 började han undersöka egenskaperna hos materia under högt tryck. Ett funktionsfel i hans utrustning ledde honom till att modifiera sin tryckapparat med resultatet att han med sin nya utrustning fick möjlighet att skapa tryck som så småningom översteg 10 Gpa (100 000 atmosfärer). Detta var en enorm förbättring med en tryckstegring på mer än 30 gånger jämfört med tidigare utrustningar.
Den nya apparaten ledde till en stor mängd nya rön avseende bland annat kompressibilitet, elektrisk och termisk ledningsförmåga, draghållfasthet och viskositet för mer än hundra olika material. Bridgman är också känd för sina studier av elektricitets ledning i metaller och kristallers egenskaper. Han utvecklade även Bridgmantätningen som är eponym för Bridgmans termodynamiska ekvationer.
Bridgmans skrifter om vetenskapsfilosofi förespråkar operationalism och han myntade begreppet operationella definitioner. Han var också en av undertecknarna av Russell-Einstein-manifestet.
Bridgman avled genom självmord efter att ha levt med metastatisk cancer under en tid.